# Julius Paulsen

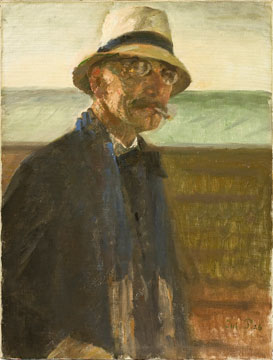
Julius Paulsen, zelfportret.

Julius Paulsen (Odense, 22 oktober 1860 – Kopenhagen, 17 februari 1940) was een Deens kunstschilder. Hij werkte in een realistische stijl, later met invloeden van het impressionisme. Hij wordt wel geassocieerd met de Skagenschilders, onder wie hij diverse vrienden had.

## Leven en werk
Paulsen was de zoon van een winkelier en werd aanvankelijk opgeleid tot huisschilder. Op basis van zijn talent kon hij van 1882 tot 1885 gaan studeren aan de Koninklijke Deense Kunstacademie. In 1885 maakte hij samen met zijn vriend Viggo Johansen een uitgebreide reis via Nederland (Amsterdam, waar hij Rembrandt bestudeerde) en België naar Parijs, waar hij Peder Severin Krøyer ontmoette. Hij exposeerde er in de Parijse salon.
Paulsens vroege werk wortelde sterk in het realisme en werd beïnvloed door Vilhelm Hammershøi en de Hollandse meesters van de zeventiende eeuw. Vaak koos hij in die periode voor Bijbelse motieven, met als meest bekende werk zijn groots opgezette Adam en Eva uit 1887.  Vanaf de jaren 1890 werd zijn werk sterk beïnvloed door het impressionisme, vooral door zijn contacten met de Skagenschilders, met wie hij vaak werd geassocieerd. Behalve met Johansen en Krøyer was Paulsen bevriend met Johan Krouthén  en Laurits Tuxen, maar hij zou pas na 1900 ook regelmatig op het eiland werken, toen de bloeitijd van de schilderskolonie al tanende was. Hij schilderde genrewerken, interieurs, portretten en landschappen. Met name zijn ruige landschappen vertonen ook sporen van de romantiek.
Paulsen was van 1908 tot 1920 professor aan de kunstacademie te Kopenhagen. In 1909 reisde hij nogmaals naar Parijs. Hij overleed in 1940, 79 jaar oud. Zijn werk is onder andere te zien in het Statens Museum for Kunst te Kopenhagen, het Skagens Museum en het ARoS Aarhus Kunstmuseum.

## Galerij

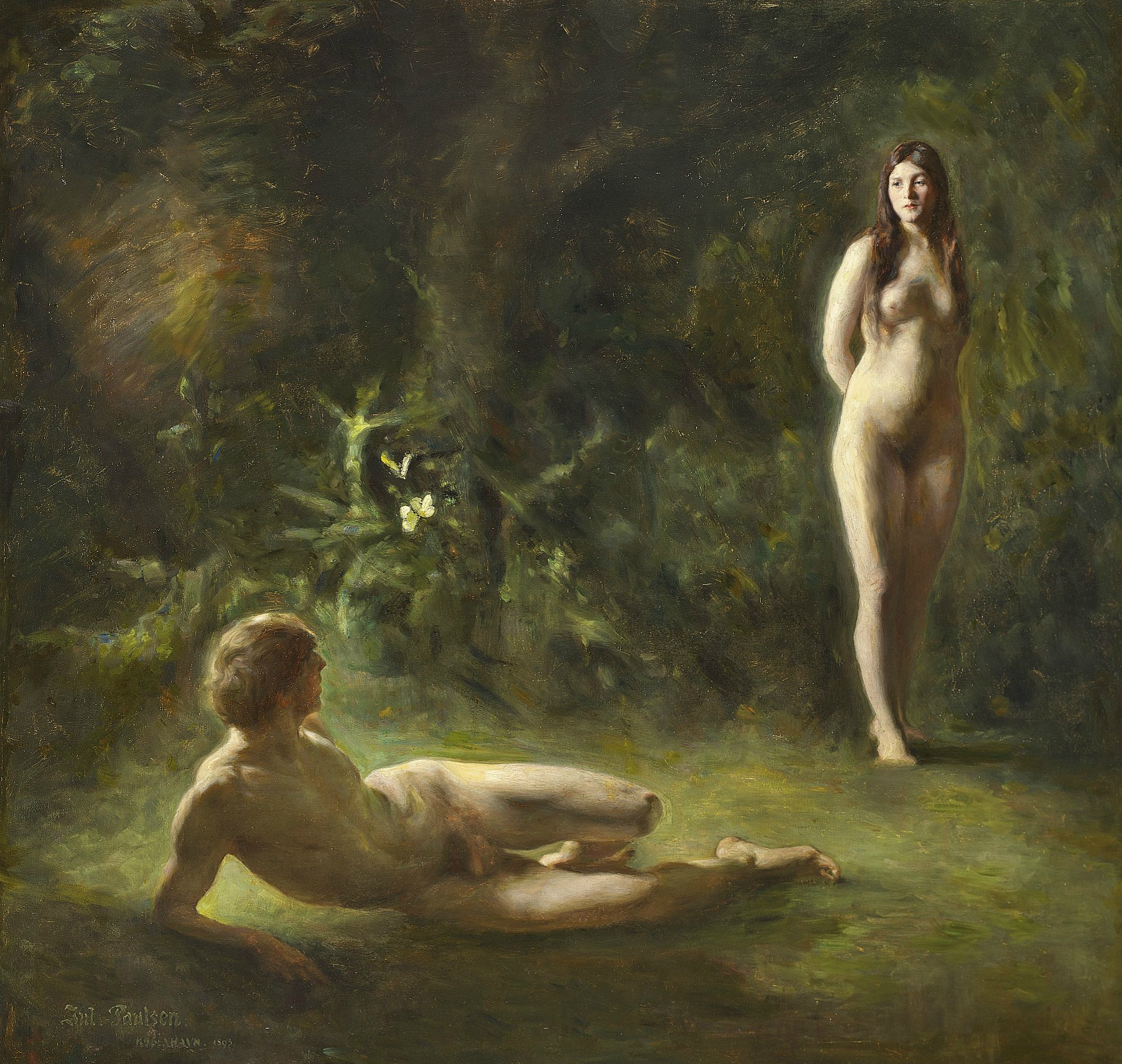
Adam en Eva
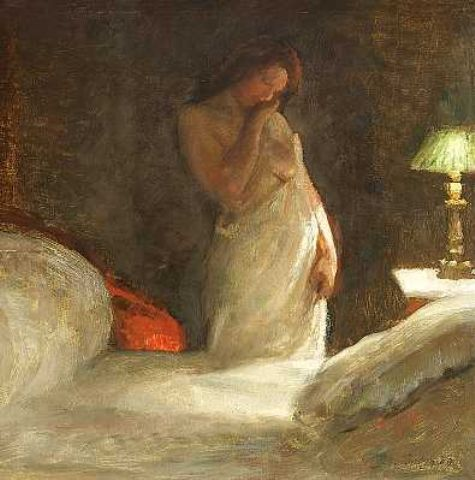
Interieur met een vrouw bij een bed
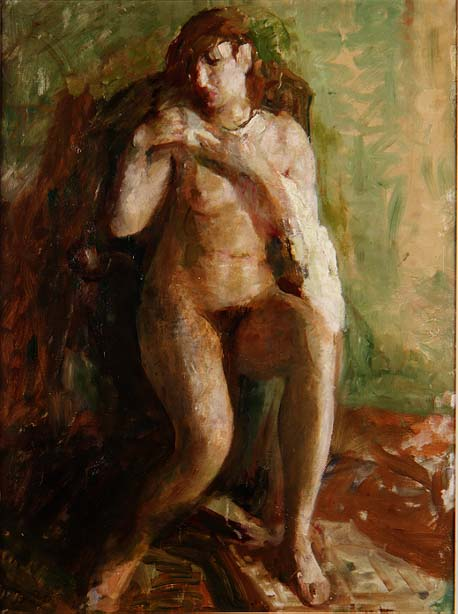
Na het bad
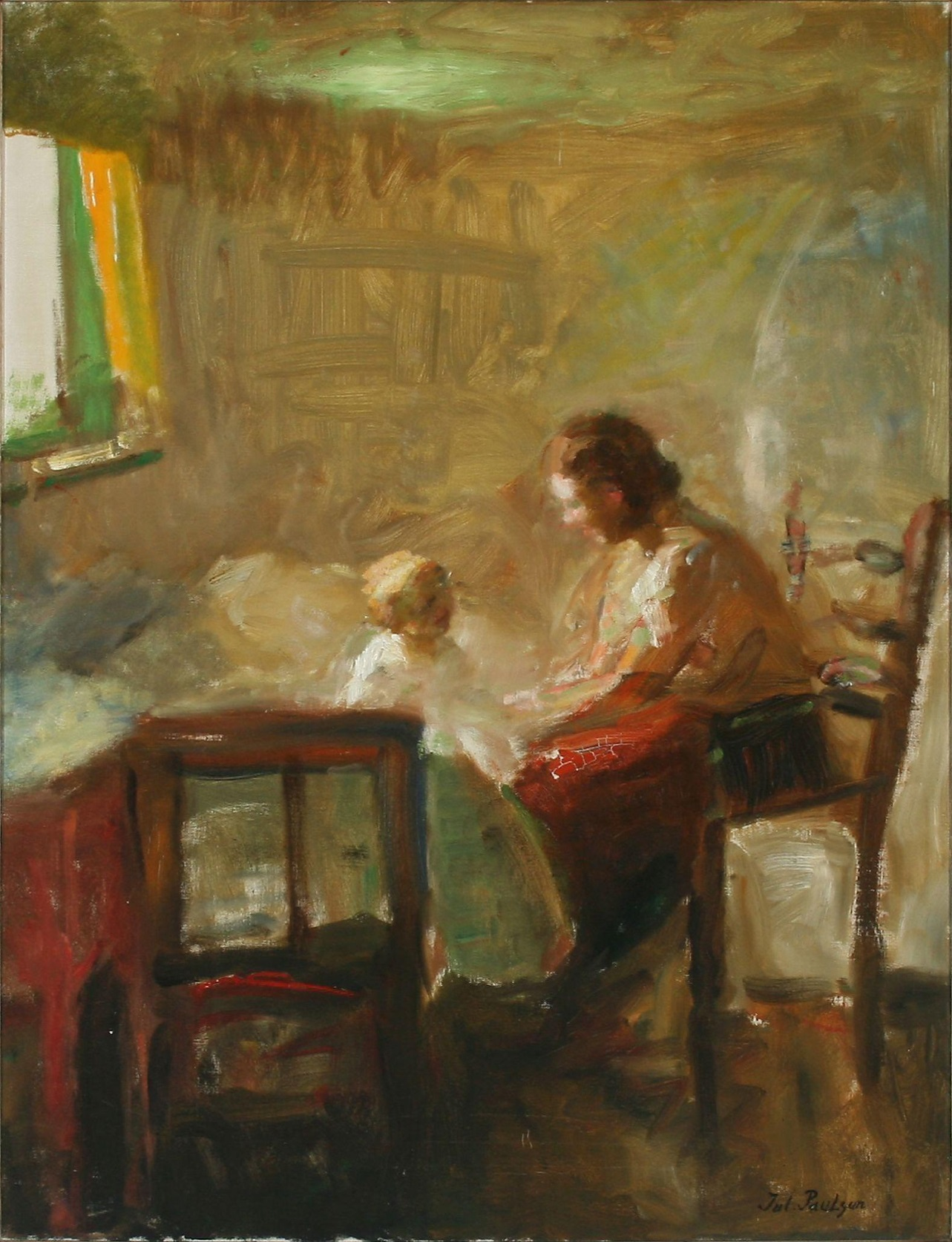
Moeder en kind in de slaapkamer
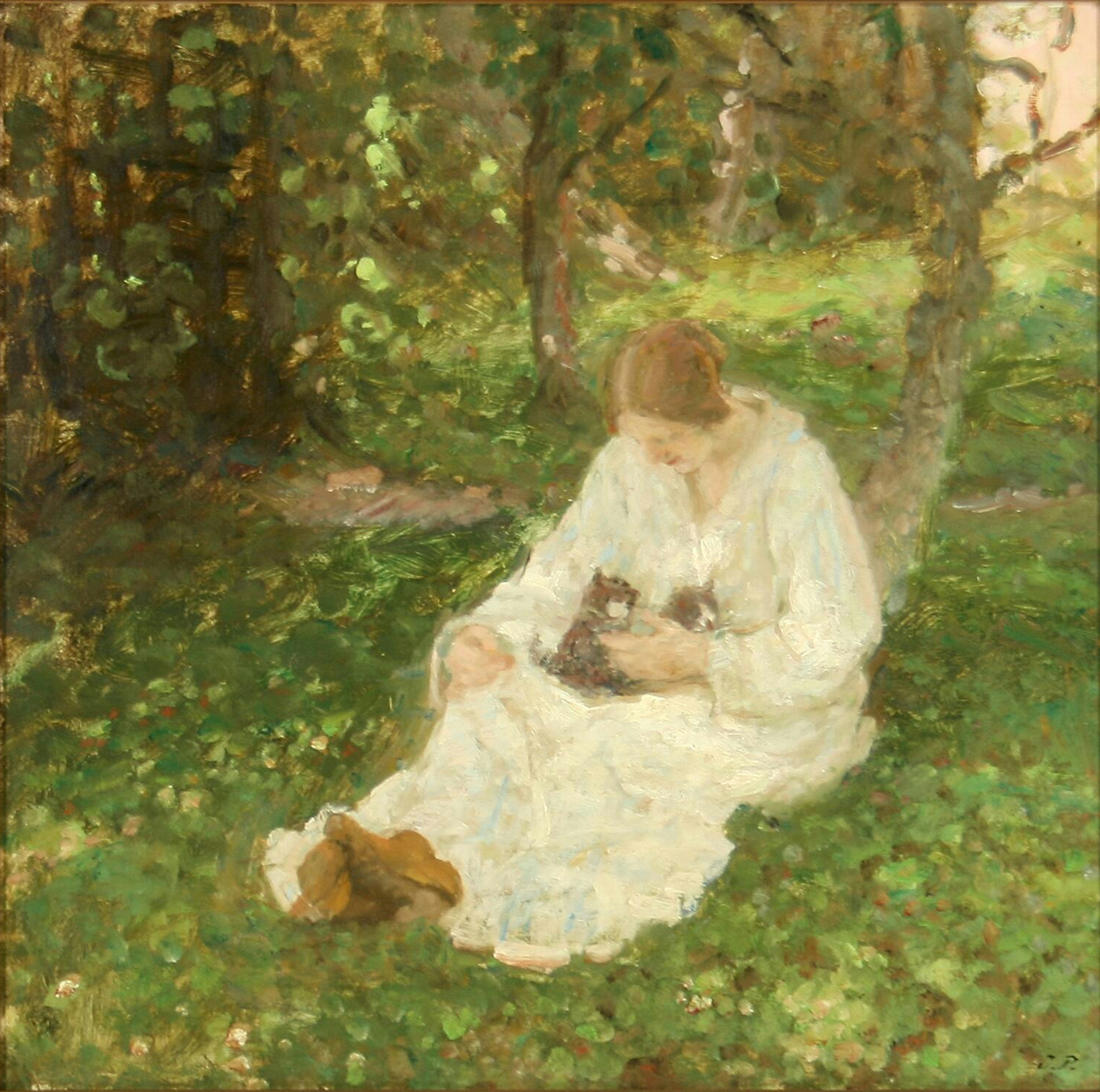
Een jonge vrouw met twee katjes
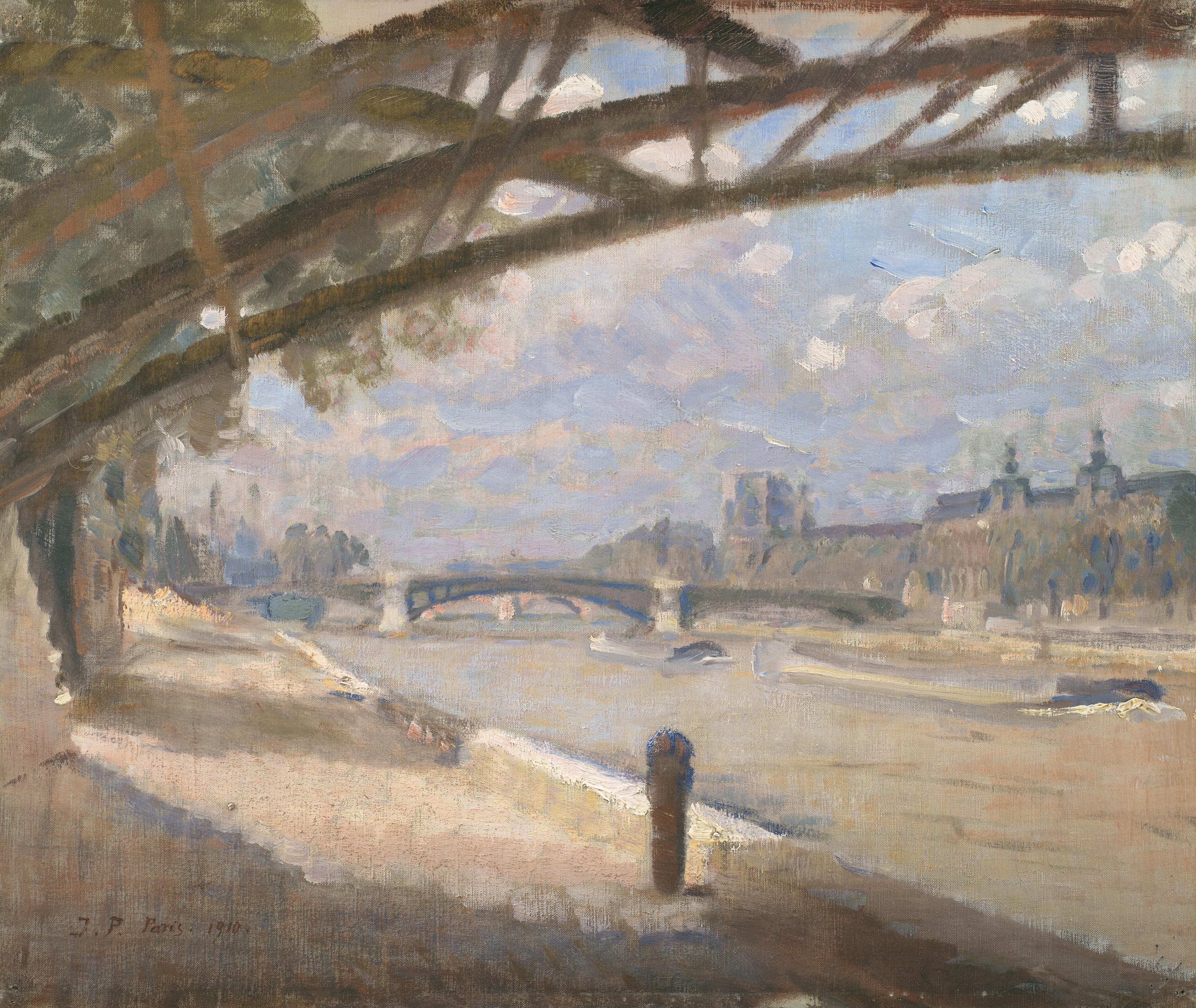
Onder de Pont des Arts, Parijs
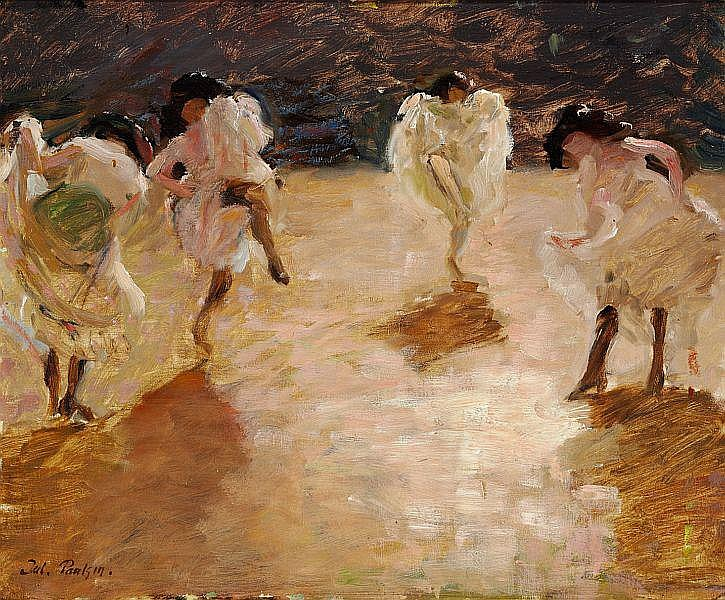
Jonge vrouwen dansen de Cancan
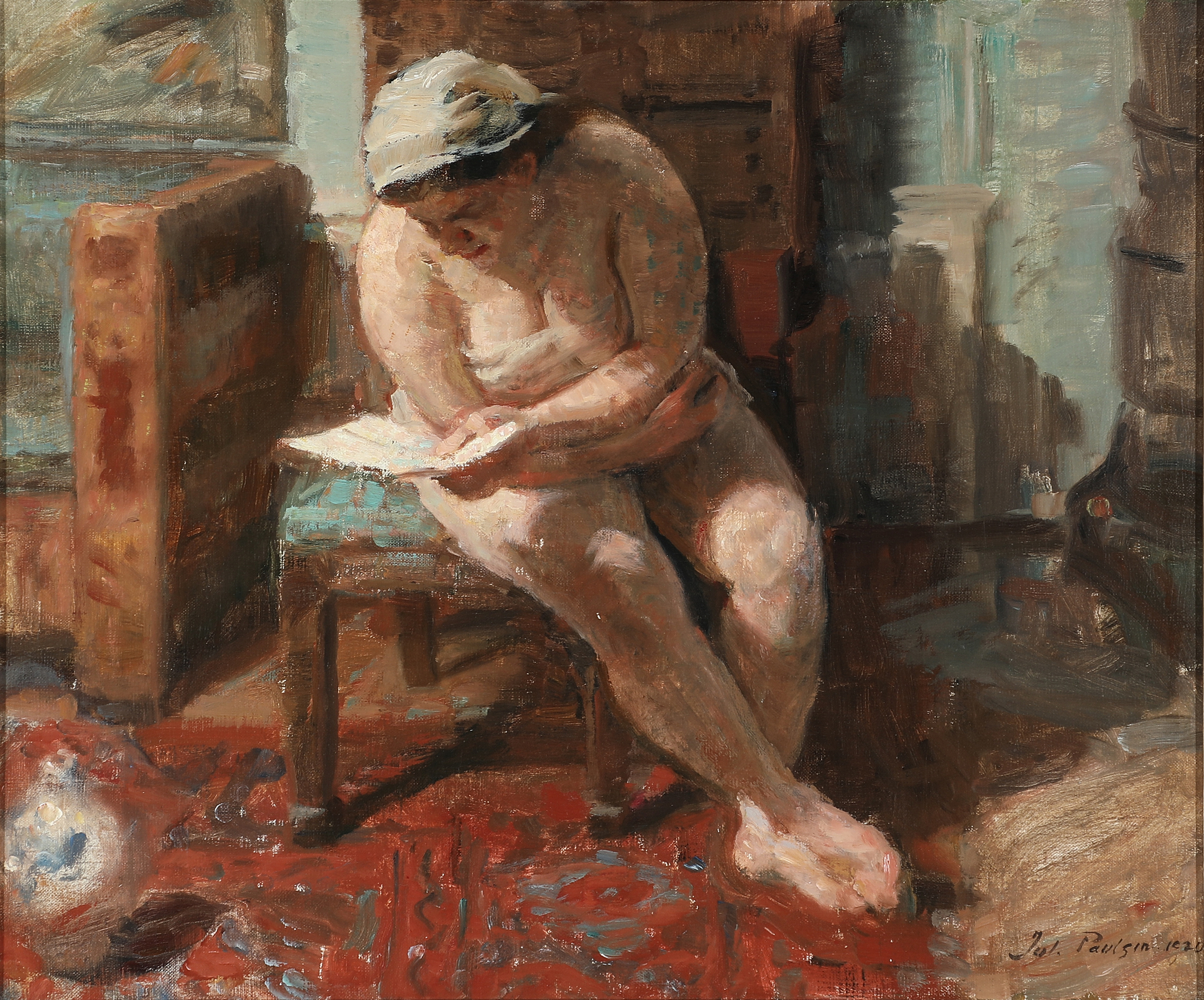
Portret van een lezend, halfnaakt model
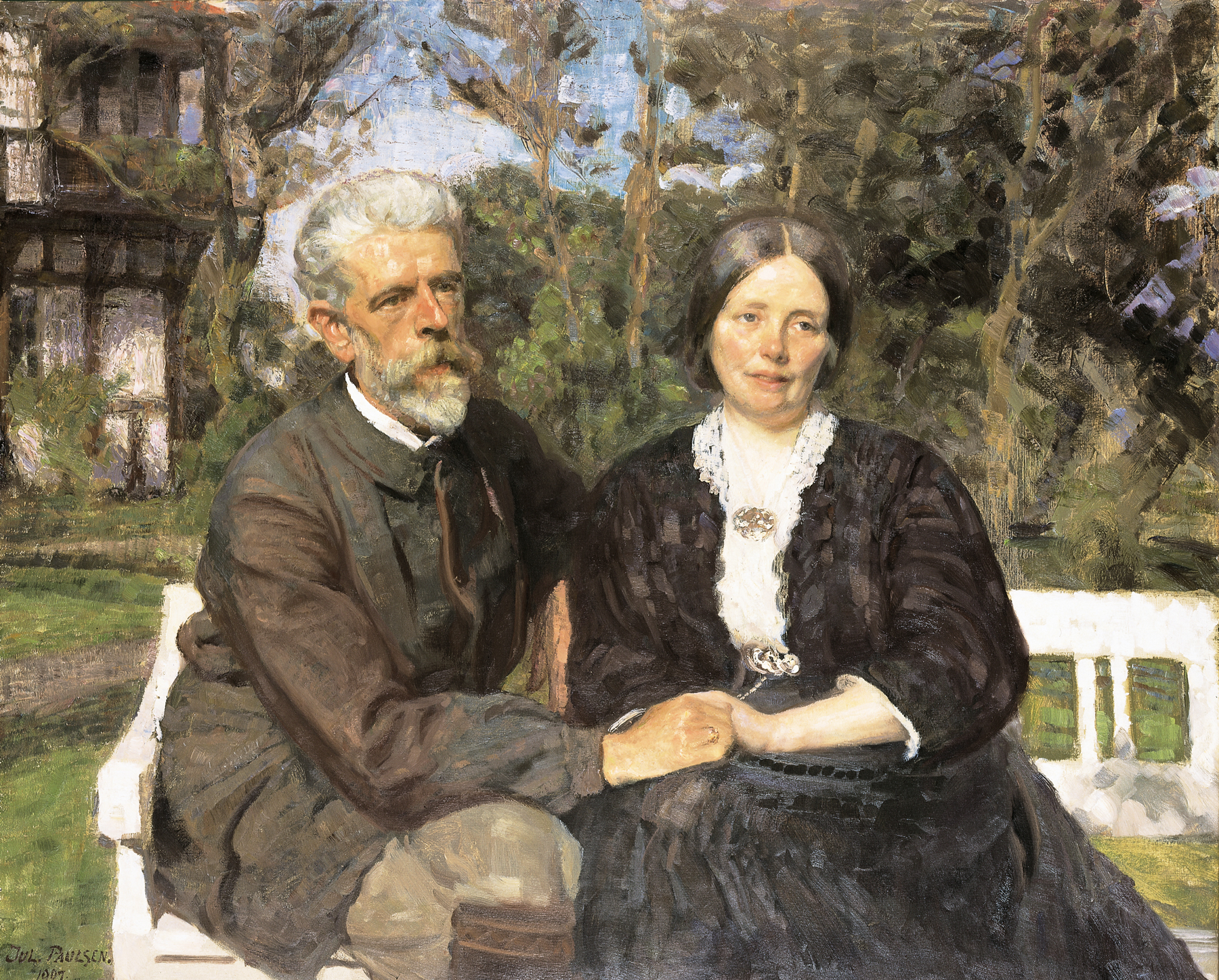
Portret van Frederikke en Laurits Tuxen
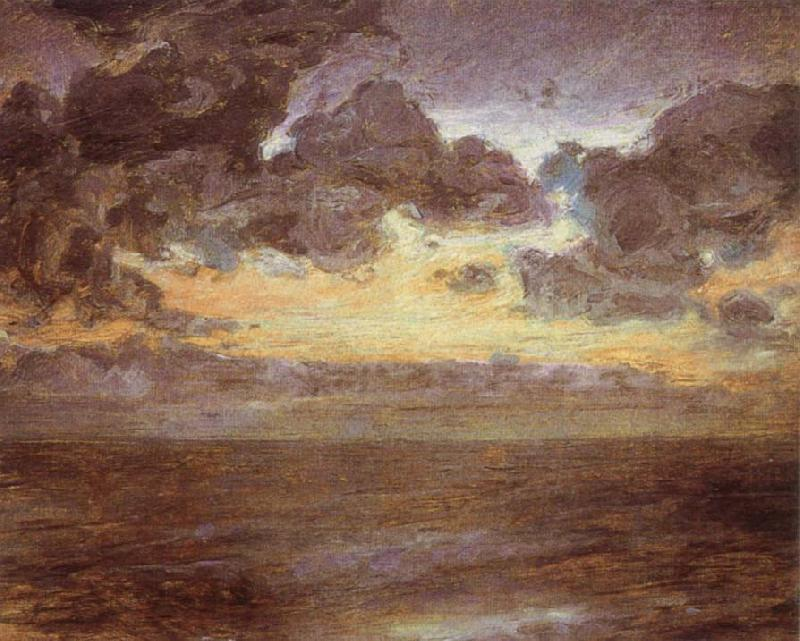
St. Jansnacht, strand bij Tilbirke